# Luigi Sturzo
Luigi Sturzo (n. 26 noiembrie 1871, Caltagirone, Sicilia, Regatul Italiei – d. 8 august 1959, Roma, Italia) a fost un preot și politician italian.